# Ulrich Müller (Philosoph)
Ulrich Müller (* 1956 in Löhne) ist ein deutscher Autor philosophischer Texte.

## Werdegang
Müller studierte Philosophie, Germanistik und Musikpädagogik an der Leibniz Universität und der Hochschule für Musik, Theater und Medien in Hannover sowie der Freien Universität und der Technischen Universität in Berlin. 1986 wurde er an der Freien Universität Berlin mit einer philosophischen Arbeit über Theodor W. Adorno und Immanuel Kant promoviert. Von 1986 bis 2005 arbeitete er an verschiedenen Schulen in Berlin und Hamburg. Müller lebt in Berlin, wo er seit 2005 am Hans-Carossa-Gymnasium unterrichtet. Er veröffentlichte zahlreiche Aufsätze in Fachzeitschriften, mehrere philosophische Bücher und zwei Romane.

## Philosophie
In der Dissertation „Erkenntniskritik und negative Metaphysik“ von 1988, eine Gesamtinterpretation der Philosophie Theodor W. Adornos, findet Müller wesentlich zu seiner philosophischen Position, der Methode eines kritisch-hermeneutischen Konstruktivismus im Anschluss an Immanuel Kant.
Eine erste Werkphase beschäftigt sich mit ästhetischen Themen. Insbesondere „Kunst und Rationalität“ von 2001 entwickelt allgemeine Wertkriterien für künstlerische Produkte. Diese werden in „Mensch und Musik“ von 2024 weiterentwickelt und auf klangzeitliche Selbstverwirklichungen angewendet.
Die Philosophie des Aufklärers Kant bleibt auch der Hauptbezugspunkt für Müllers zweite, ethische Werkphase. Sie beginnt mit der Monografie „Frieden und Freiheit“ von 2013, die Kants Moralphilosophie und ihren „kategorischen Imperativ“ gesellschaftspolitisch aktualisiert und durch einen „sozialen Imperativ“ konkretisiert. An diese Ethik schließt sich 2017 eine Rechtsphilosophie („Nathans Baum“) an, die das neu gewonnene Moralprinzip wiederum modifiziert und differenziert. In beiden vernunftorientierten Werken spielt das evaluative Doppelprinzip der Friedensfreiheit (oder auch: Freiheitsfrieden) eine zentrale Begründungsrolle.
Eine friedensfreiheitliche Gesamtpraxis bezeichnet auch das übergeordnete Ziel der 2021 erschienene Erkenntnis- und Wissenschaftstheorie („Friedensfreiheitliche Erkenntnis und Wissenschaft“). Darin begründet Müller die Grundfunktionen unserer erkennenden Selbstverwirklichung in der Welt. Als Leitfaden dafür dient das Verhältnis von Philosophie und Neurowissenschaften, illustriert durch zahlreiche Szenen aus Romanen.

## Veröffentlichungen
- Erkenntniskritik und Negative Metaphysik bei Adorno. Eine Philosophie der dritten Reflektiertheit (= Athenäums Monografien. Philosophie. 249). Athenäum, Frankfurt am Main 1988, ISBN 3-610-09226-2.
- Kopfsonate. Roman einer Obsession. Alkyon, Weissach i. T. 2001, ISBN 3-933292-49-2.
- Kunst und Rationalität. Zur Konstruktion ästhetisch-kreativen Handelns (= Monographien zur philosophischen Forschung. Bd. 272). Philo, Berlin 2001, ISBN 3-8257-0029-1.
- Theodor W. Adornos „Negative Dialektik“. Wissenschaftliche Buchgesellschaft, Darmstadt 2006, ISBN 3-534-15626-9.
- Stirb nicht in der Schlacht auf Schalke. Roman einer Passion. Athene Media, Dinslaken 2010, ISBN 978-3-86992-075-7.
- Frieden und Freiheit. Eine Kritik der sozialen Vernunft. Königshausen & Neumann, Würzburg 2013, ISBN 978-3-8260-5158-6.
- Nathans Baum. Eine Kritik der rechtlichen Vernunft. Königshausen & Neumann, Würzburg 2017, ISBN 978-3-8260-6139-4.
- Friedensfreiheitliche Erkenntnis und Wissenschaft. Eine Kritik der neurophilosophischen Vernunft Königshausen & Neumann, Würzburg 2021, ISBN 978-3-8260-7102-7.
- Mensch und Musik. Eine Philosophie klangzeitlicher Selbstverwirklichung. Königshausen & Neumann, Würzburg 2024, ISBN 978-3-8260-8717-2.